# Pasodoble (película)
Pasodoble es una película española de comedia estrenada en 1988, coescrita y dirigida por José Luis García Sánchez y protagonizada en los papeles principales por Fernando Rey y Juan Diego, quienes fueron candidatos a los Premios Fotogramas de Plata de 1988 en la categoría de mejor actor.

## Sinopsis
Una familia de gitanos, expulsada de su barraca, ocupa las instalaciones de un museo cordobés donde vivió un príncipe, que en su juventud fue amante de la abuela de la familia. Los administradores del museo, que realmente se dedican a vender los cuadros y sustituirlos por otros falsos, encabezados por Nuño de Riomayor y ayudados por dos inexpertos policías asedian el lugar para obligarlos a salir.

## Reparto
- Fernando Rey como	Don Nuño de Riomayor
- Juan Diego como Juan Luis
- Antonio Resines como Topero
- Cassen como Acacio
- Mary Carmen Ramírez como Carmen
- Kiti Mánver como Camila
- Eva León como	Monja
- Miguel Rellán como Velázquez
- Antonio Gamero como Poli
- Luis Ciges como Fraile
- Pedro Reyes como Montoya
- Caroline Grimm como Makren
- María Galiana como Sole
- Manolo Caro como Cosme
- Juan Luis Galiardo como Diputado
- Víctor Rubio como	Centenero
- Antoñita Colomé como María
- Clara Heyman como	Dolores
- Manuel Huete como Mateo
- José Carbonell como Ramón
- Rosario Muñoz como Angustias
- Paco Catalá como Granjero

## Palmarés cinematográfico
III Premios Goya
| Categoría                     | Persona                                  | Resultado  |
| ----------------------------- | ---------------------------------------- | ---------- |
| Mejor guion original          | Rafael Azcona y José Luis García Sánchez | Candidatos |
| Mejor sonido                  | Daniel Goldstein y Ricardo Steinberg     | Candidatos |
| Mejor música original         | Carmelo Bernaola                         | Ganador    |
| Mejor dirección de producción | Marisol Carnicero                        | Candidata  |